# Анри Шариер
Анри Шариер (на френски: Henry Charriere) е френски писател на произведения в жанра мемоаристика. Известен е с прякора си Пеперудата (на френски: Papillon, Папийон).

## Биография
Анри Шариер е роден на 16 ноември 1906 г. в Сент Етиен дьо Лугдарес, Ардеш, Франция. Има две по-големи сестри. Майка му умира от заразна болест, когато той е на 10 г. На 17 години постъпва във френския флот и служи в продължение на 3 години. Там си прави татуировка във вид на пеперуда, заради която получава своя прякор.
След армията работи на временни работи в Ардеш, а от 1927 г. става част от парижкия подземен свят, като се издържа от дребни престъпления. На 23 март 1930 г. с един изстрел е прострелян сутеньорът Ролан Легран „Малкият“, който умира по-късно, споменавайки името Папийон Роджър. За убийството полицията обвинява и арестува на 7 април 1930 г. Анри Шариер – Пеперудата, който е осъден на 28 октомври 1931 г. на доживотен затвор в Гвиана. Съпричастността си към престъплението той отрича до края на живота си. На 22 декември 1931 г. се жени за Жоржет Фурел. Развеждат се на 8 юли 1970 г. с решение на съда.
Анри Шариер напуска крепостта в Сен Мартин де Ре на 29 септември 1933 г. и пристига на 14 октомври със статут на „транспортиран“ в Сен Лорен дю Марони във Френска Гвиана, Южна Америка. Той остава в приемния лагер малко време, защото е пратен да работи като санитар в колониалната болница. Там той се спасява от участта на каторжниците, които бързо умират в тежките условия в дърводобивните лагери или на селскостопанските полета, а и чува много истории, по които планира своя план за бягство.
На 5 септември 1934 г. прави първото си бягство, но не успява да стигне до Колумбия. След като е заловен, прекарва 2 години в строг тъмничен затвор на остров „Св. Йосиф“ (според романа – на „Дяволския остров“). Прехвърлян на няколко пъти, той се озовава като санитар в горски лагер, откъдето избягва на 18 март 1944 г. с четирима други затворници. След много неуспехи, той успява да стигне до Каракас във Венецуела през 1945 г. Там се запознава с Рита Алковер, с която по-късно се жени и има дъщеря.
Става венецуелски гражданин през 1956 г. Има ресторанти в Каракас и Маракайбо, и става второстепенна местна знаменитост. През 1967 г. си купува романа „Гривната“ на писателката Албертина Саразин, в който се разказва за живота и съдбата на избягала затворничка. Впечатлен от популярността на книгата, решава да напише собствената си история.
След няколко месеца мемоарният роман „Пеперудата“ е готов като ръкопис на 13 ученически тетрадки. Той е публикуван през 1969 г. и веднага става бестселър, като във Франция са продадени над 2,5 милиона екземпляра, а в чужбина – над 10 милиона. Истинската история в книгата е около 70%, а останалата част е сглобена от разказите на други каторжници във Френска Гвиана. През 1973 г. романът е адаптиран в много успешния филм „Папилон“ с участието на Стив Маккуин, Дъстин Хофман и Виктор Джори.
През 1972 г. е издадена втората му мемоарна книга – „Ва банк“, в която той описва живота си преди и след пребиваването си в затвора.
Анри Шариер умира от рак на гърлото на 29 юли 1973 г. в Мадрид, Испания. Погребан е в гробището на Ланас в Ардеш.
През 2007 г. е издадена документалната книга „Papillon libéré“ на Винсент Дидие, в която се описва истинската биография на „Пеперудата“.

## Произведения

### Мемоари
- Papillon (1969)
Пеперудата, изд. „Сибия“ (1992), ИК „Труд“, София (2005), прев. Вера Джамбазов
- Banco (1972)
Ва банк, изд. „Сибия“ (1994), ИК „Труд“, София (2005), прев. Вера Джамбазов

### Филмография
- 1973 Papillon – по книгата
- 1971 Popsy Pop – история, сценарий, участва в ролята на Марко

### Книги за Шариер
- Papillon libéré (2007) – от Винсент Дидие